# شيغا (محافظة)
محافظة شيغا ((باليابانية: 滋賀県)، شيغا-كن) هي محافظة في اليابان تقع في منطقة كينكي على جزيرة هونشو، عاصمتها مدينة أوتسو.

## التقسيم الإداري

### المدن
تضم محافظة شيغا 13 مدينة هي:
| - هيغاشي-أومي - هيكونه - كوكا - كونان - كوساتسو - مايبارا - مورياما | - ناغاهاما - أوتسو (العاصمة) - أوميهاتشيمان - ريتو - تاكاشيما - ياسو |

## الرياضة
يوجد في المحافظة ناديين لكرة القدم هما نادي ساغاوا شيغا إف سي ونادي ميو بيواكو كوساتسو.

## توأمة
لشيغا (محافظة) اتفاقيات توأمة مع كل من:
- ريو غراندي دو سول (1980 - )[5]
- ميشيغان (1968 - )[6]
- خونان (1982 - )[7]
- تاينان

## معرض صور

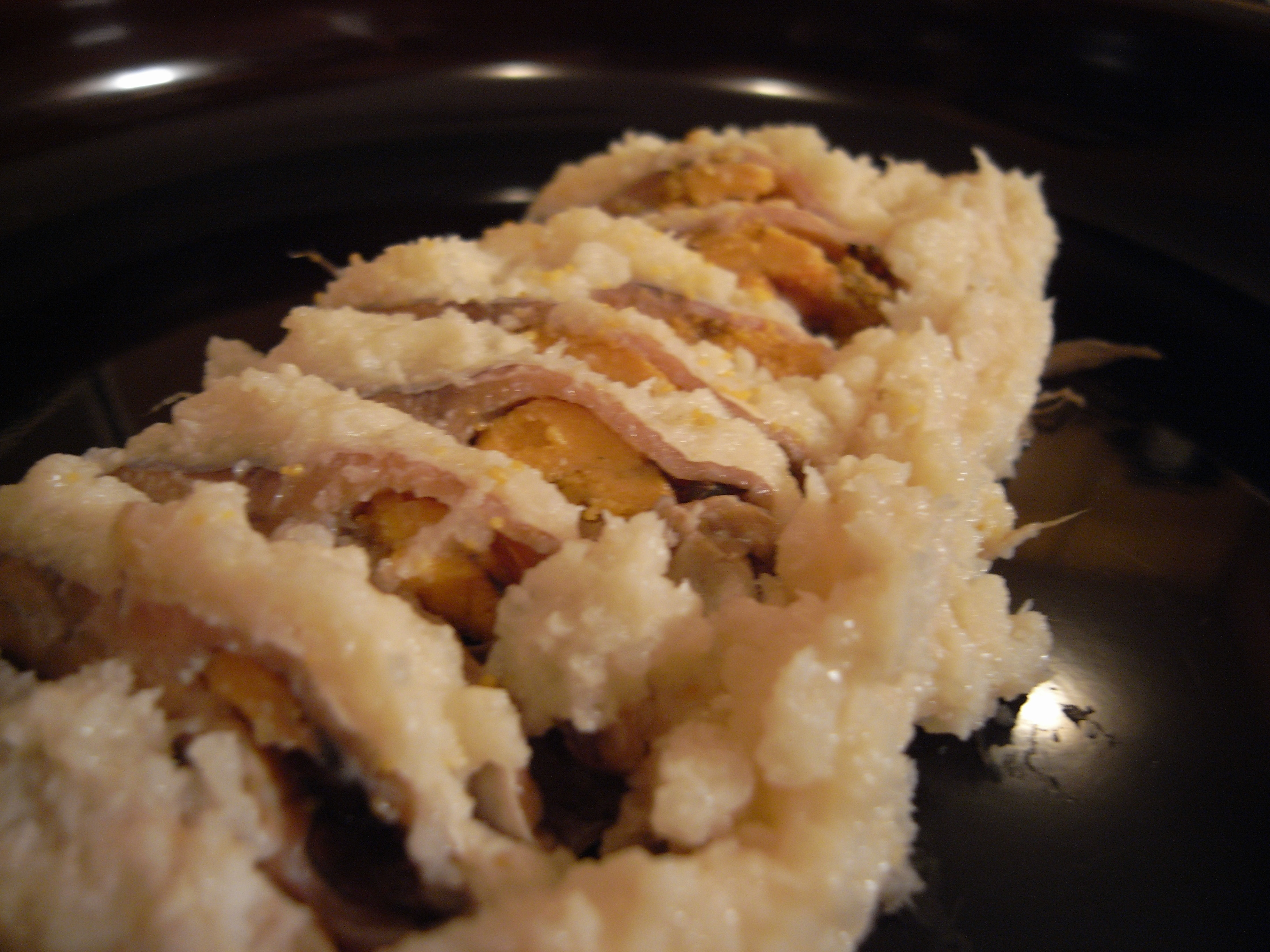
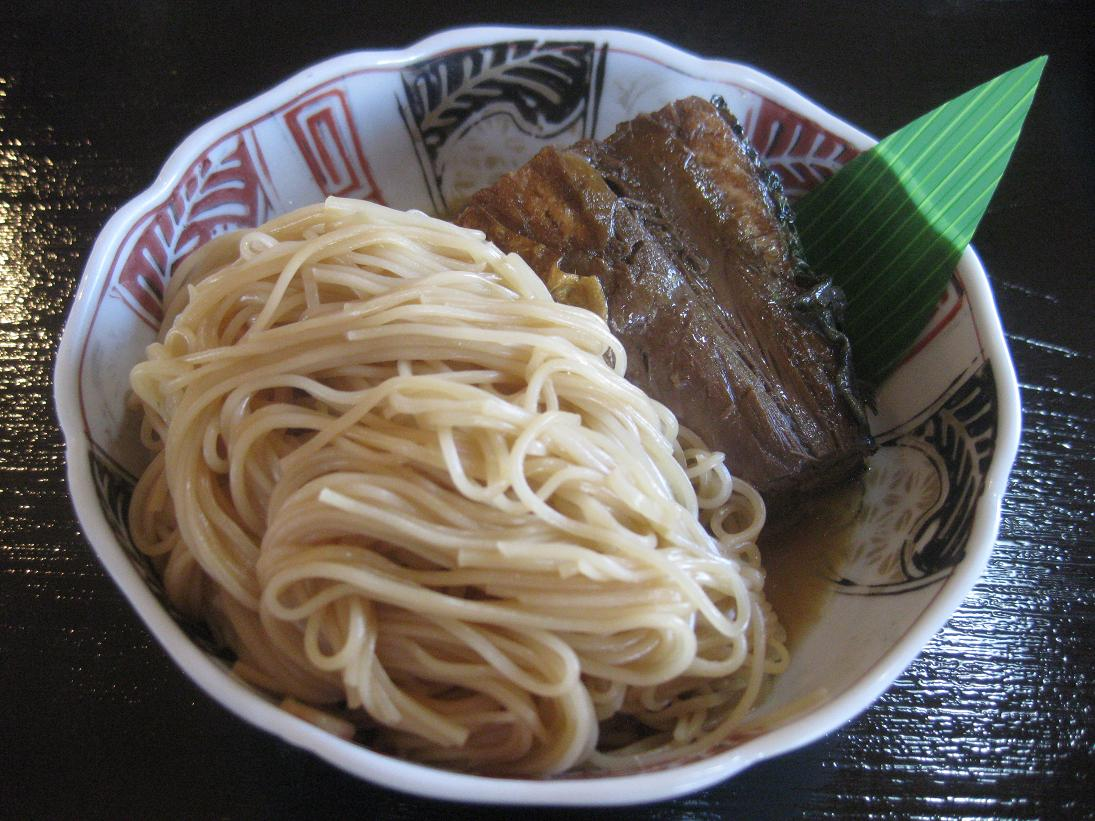
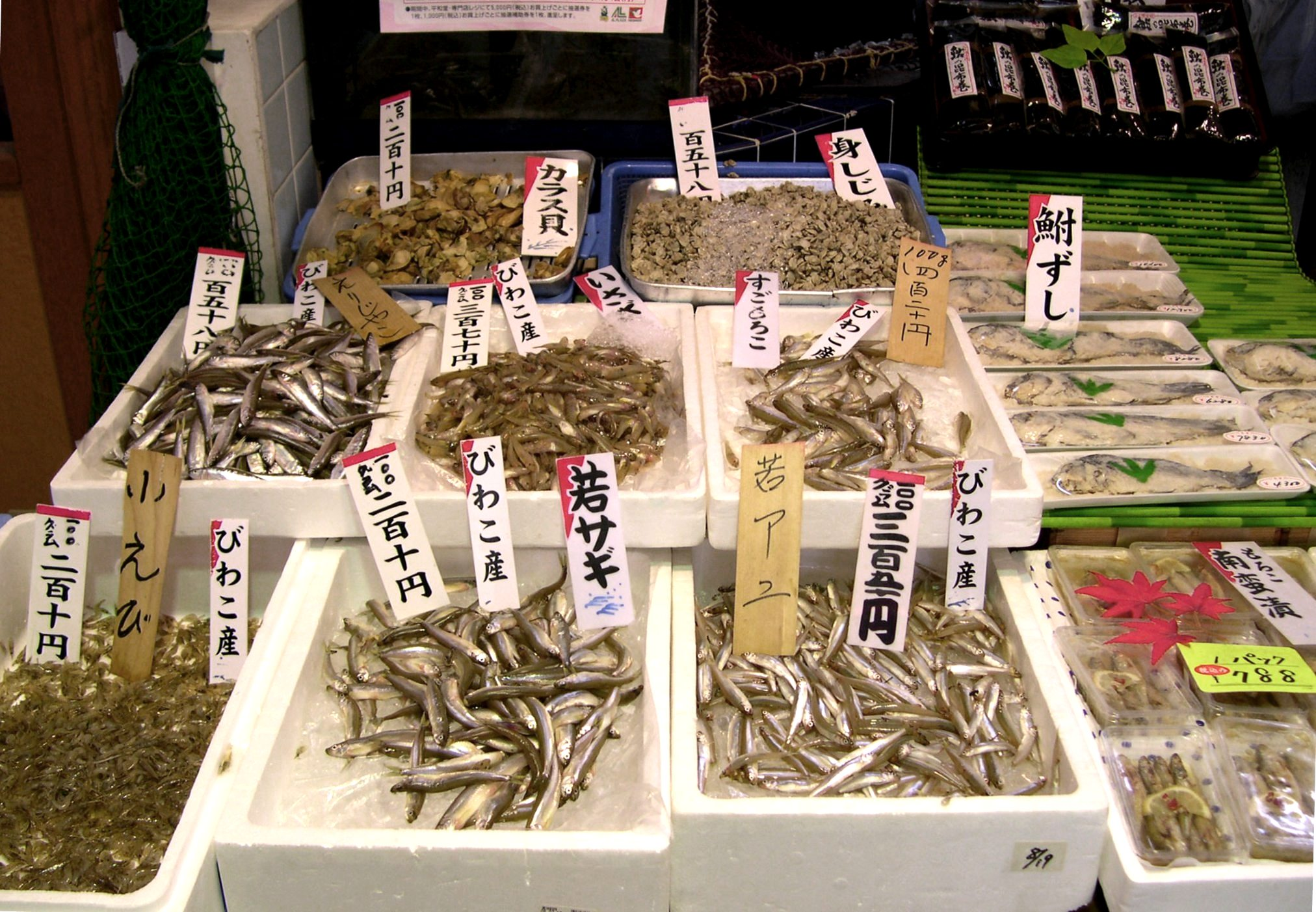
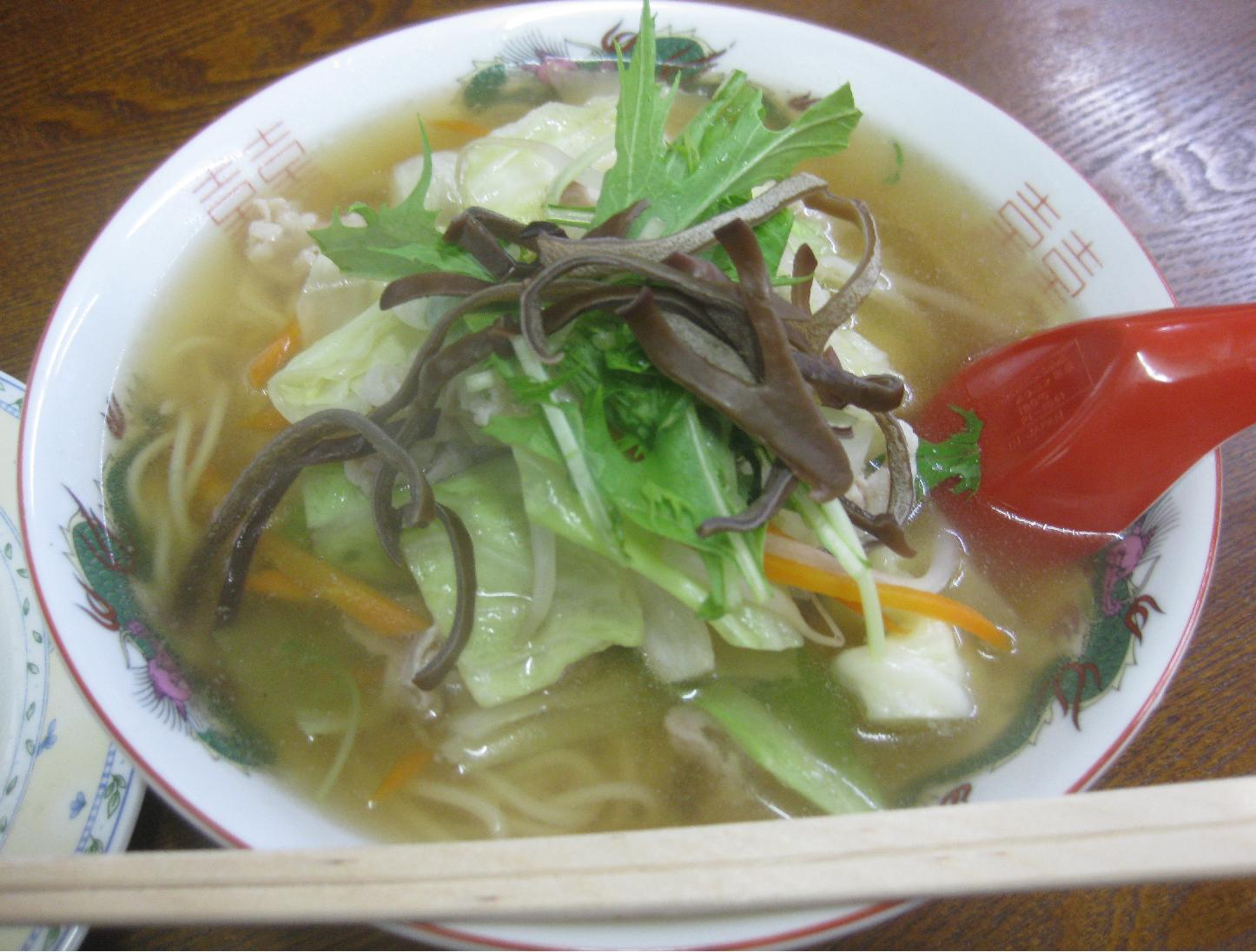

## أعلام
- كوجي ساكاموتو
- تاكاشي كوجما
- جون أندو
- ناأوهيكو مينوب
- هيروجي إيمامورا